# Kelly Sullivan

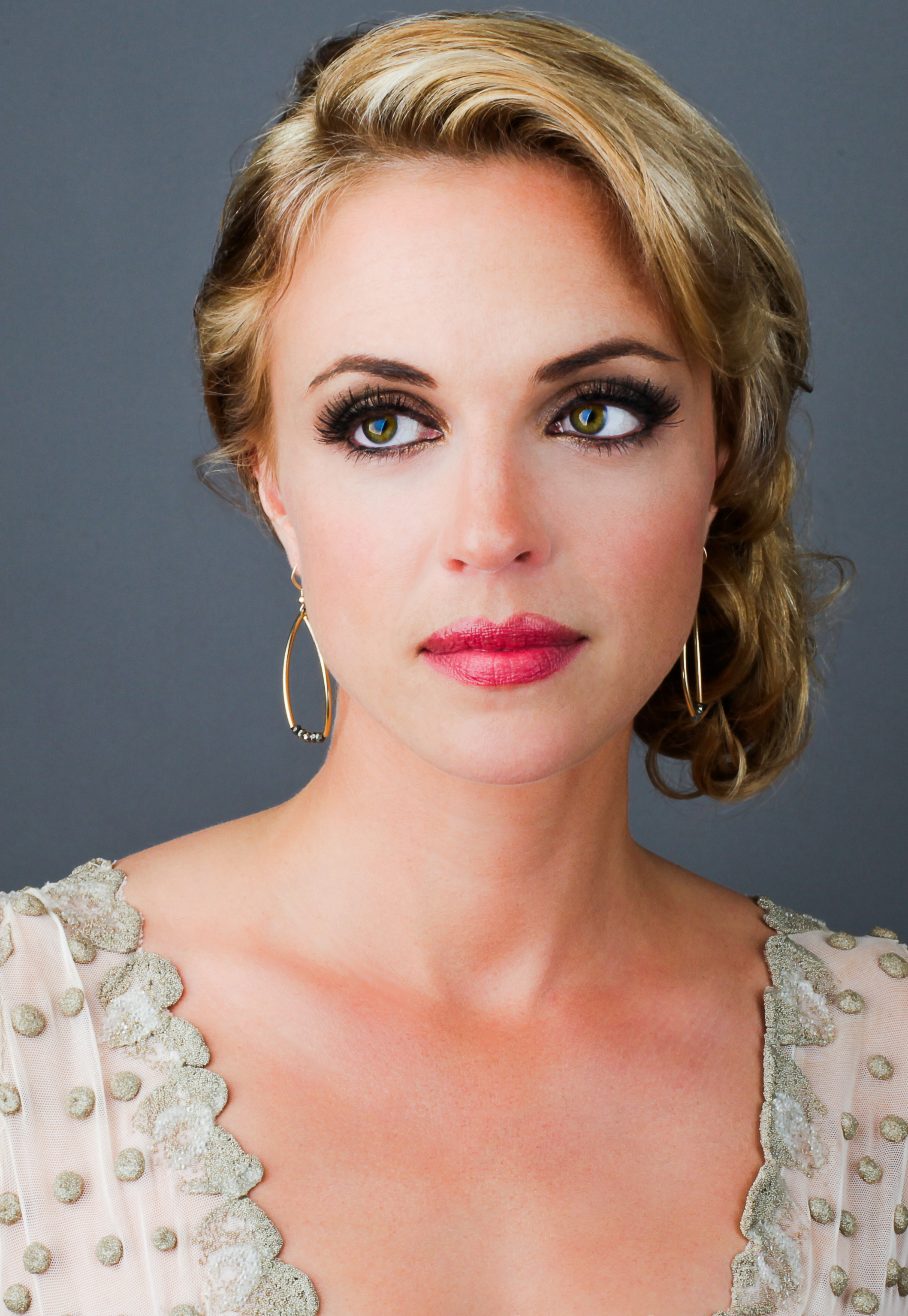
Kelly Sullivan bei der Oscarverleihung 2012

Kelly Sullivan (* 3. Februar 1978 in Puyallup, Washington) ist eine US-amerikanische Schauspielerin.

## Leben und Karriere
Kelly Sullivan wurde in Puyallup im US-Bundesstaat Washington geboren. Nachdem sie ihr Studium an der University of Arizona mit Auszeichnung abgeschlossen hatte, begann sie als Schauspielerin am Broadway zu arbeiten und war dort unter anderem in den Musicals Contact, Bells Are Ringing und Frankenstein Junior zu sehen. 2005 startete sie ihre Filmkarriere mit einer Nebenrolle in der Musical-Komödie The Producers. Nach einigen anderen kleinen Rollen ergatterte sie schließlich eine Hauptrolle in der ABC-Seifenoper General Hospital. Dort spielte sie bis August 2013 die Rolle der Kate Howard, wofür sie 2014 für einen Daytime Emmy Award nominiert wurde. Von 2014 bis 2020 hatte sie eine Hauptrolle in der von Dan Schneider entwickelten Serie Henry Danger.

## Filmografie (Auswahl)
- 2005: The Producers
- 2006: Caroline By Committee (Kurzfilm)
- 2007: Criminal Intent – Verbrechen im Visier (Law & Order: Criminal Intent, Fernsehserie, Episode 6x19)
- 2008: Meet Pete (Kurzfilm)
- 2009: My Father’s Will
- 2009: According to Greta
- 2009: Ice Grill, U.S.A.
- 2011–2013: General Hospital (Seifenoper)
- 2012: The Test
- 2014–2020: Henry Danger (Fernsehserie, 37 Episoden)
- 2014–2016: Schatten der Leidenschaft (The Young and the Restless, Seifenoper)
- 2016–2017: Too Close to Home (Fernsehserie, 16 Episoden)
- 2018: Her Boyfriend’s Secret
- 2018: Til Ex Do Us Part
- 2018: Instakiller
- 2018: Killer in Law
- 2019: Maybe I'm Fine
- 2018–2019: Five Points (4 Episoden)
- 2020: Dirty John (Fernsehserie, Episode 2x01)
- 2021–2023: Noch nie in meinem Leben … (Never Have I Ever, Fernsehserie, 4 Episoden)
- 2022: Romeo and Juliet Killers
- 2022: Sister with a Secret
- 2022: Chicago P.D. (Fernsehserie, Episode 10x06)
- 2022: Danger Force (Fernsehserie, 2 Episoden)
- 2023: The Winchesters (Fernsehserie, Episode 1x13)
- 2024: Martingale
- 2024: Deadly Justice

## Rollen im Theater
| Jahr      | Titel                 | Rolle         |
| --------- | --------------------- | ------------- |
| 2000–2002 | Contact               | Swing         |
| 2001      | Bells Are Ringing     | Swing         |
| 2007–2009 | Young Frankenstein    | Inga          |
| 2010      | Robin and the 7 Hoods | Marian Archer |